# Фелл, Маргарет
Маргарет Фелл, или Маргарет Фокс (1614 — 23 апреля 1702), была одним из основателей Религиозного общества Друзей. Прославившаяся в качестве «матери квакерства», она считается одной из «шестидесяти отважных» — первых квакерских проповедниц и миссионеров.

## Биография
Маргарет Эскью (позднее в замужестве — Фелл) родилась в городке Далтон-ин-Фернесс в Ланкашире, на севере Англии. Она вышла замуж за Томаса Фелла, адвоката, и стала госпожой поместья Свортмор Холл. В 1641 году Томас получил должность мирового судьи Ланкашира, затем в 1645 году стал членом парламента. Членство Томаса Фелла в парламенте прерывалось с 1647 по 1649 год, когда он осудил узурпацию власти Оливером Кромвелем.
В конце июня 1652 года Джордж Фокс посетил Свортмор Холл. Когда он прибыл, Маргарет не было дома, но, вернувшись вечером, она встретила его, по её словам «открывшего нам книгу, в которую мы никогда не вчитывались, и никогда не слышали о том, что наша обязанность — читать по ней (осмысливать) Свет Христа в своём сознании, и никогда прежде наш разум к этому не обращался». Через день-два после этого в местной церкви был день проповедей, и Маргерет Фелл пригласила туда Джорджа Фокса. Сначала он отказался, но затем, после песнопений, вошёл и попросил разрешения говорить. Именно там Маргарет услышала речь Джорджа Фокса и была настолько взволнована началом этой речи, что встала на скамью и удивлялась его идеям. В течение следующих недель она и многие другие уверились в его правоте. На шесть лет Свортмор Холл стал центром квакерской духовности. Маргарет служила неофициальным секретарём нового движения, получая и пересылая письма странствующих проповедников, и, время от времени, передавая наставления от Дж. Фокса, Ричарда Хаберторна, Джеймса Нейлера и других. Она сама написала много посланий, собирала пожертвования и распределяла их среди тех, кто нёс служение. После смерти мужа в 1658 году Маргарет продолжала управлять Свортмором, который оставался местом собраний и убежищем от преследований. Впрочем, он также пережил захват правительственными силами в 1660-х годах.

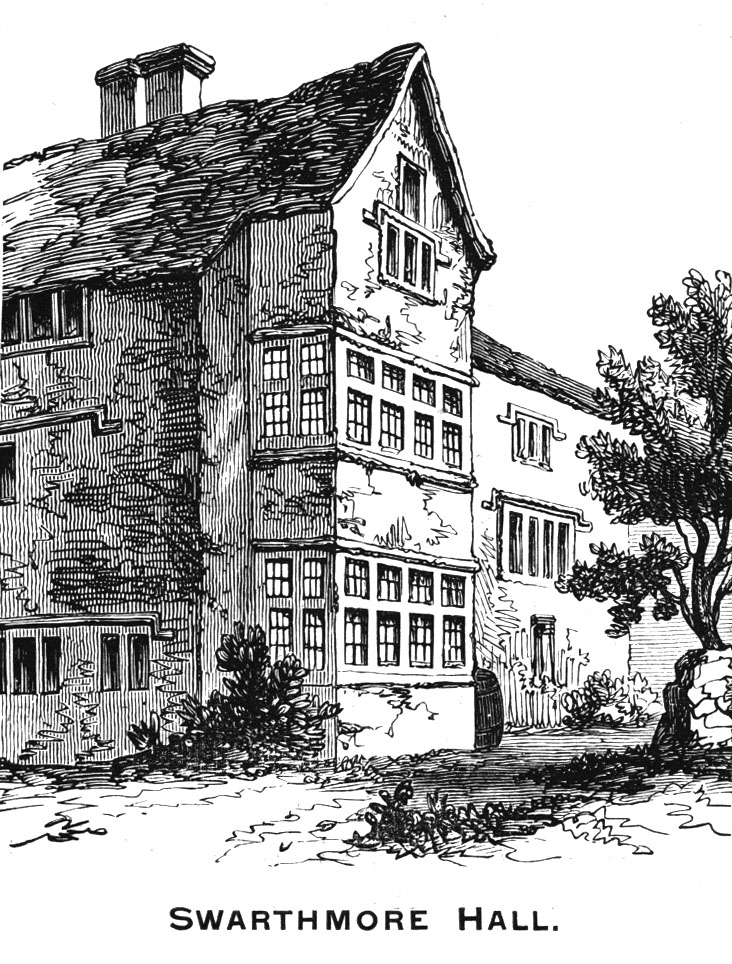
Свортмор Холл

Благодаря тому, что Маргарет Фелл была одним из немногих принадлежавших к высшему сословию основателей Религиозного общества Друзей, ей часто доводилось ходатайствовать за подвергавшихся гонениям или находившихся в тюрьме лидеров движения, таких как Джордж Фокс. После реставрации Стюартов, в 1660 и 1662 годах она ездила из Ланкашира в Лондон с прошениями королю Карлу Второму и его парламенту о даровании свободы совести в религиозных вопросах. В ноябре 1660 года Джордж Фокс и другие известные (мужчины) квакеры подписали «Заявление мирного и невинного Божьего народа, называемого квакерами …». Хотя структура и язык этих ходатайств были разными, их смысл сводился к доводам о том, что, хотя Друзья и желали изменений в мире, они применяли убеждение, а не насилие для достижения того, что считали «божественной» (то есть духовной) целью.
В 1664 году Маргарет Фелл была арестована за отказ давать клятву, а также за проведение собраний у себя дома. В своё оправдание она сказала, что «раз уж Господу было угодно благословить её домом, то она поклоняется ему в этом доме». Маргарет провела шесть месяцев в Ланкастерской тюрьме, после чего её приговорили к пожизненному заключению и лишению имущества. Она оставалась в тюрьме до 1668 года и писала в это время религиозные памфлеты и послания. Вероятно, самая известная из её работ «Дозволение женщинам говорить» — это основанное на Писаниях доказательство в поддержку проповеди женщин, один из главных текстов о женском религиозном лидерстве XVII столетия. В этом кратком памфлете М. Фелл приводит свои доводы в поддержку равенства полов, основываясь на главном для квакеров представлении о духовном равенстве. Она верила в то, что Бог создал все человеческие существа — а значит, и мужчин, и женщин — способными не только обладать Внутренним Светом, но также и быть пророками.
Получив свободу по приказу короля и королевского совета, М. Фелл в 1669 году вышла замуж за Дж. Фокса. После бракосочетания по возвращении в Ланкашир она снова была арестована и помещена в тюрьму в Ланкастере, где провела около года, за нарушение «Акта о незаконных собраниях». Вскоре после своего освобождения Дж. Фокс отбыл с религиозной миссией в Америку, а по возвращении в 1673 году его также поместили в тюрьму. Маргарет снова ездила в Лондон просить за него, и, наконец, в 1675 году Фокса освободили. После этого они провели около года вместе в Свортморе и вместе работали, защищая учреждённую незадолго до этого организационную структуру отдельных женских квакерских собраний по дисциплине от противников Фокса.
Дж. Фокс провёл большее время своей оставшейся жизни за границей, и умер в 1691 году. Маргарет Фелл до конца жизни, в основном, оставалась в Свортморе. На много лет пережив обоих своих мужей, она продолжала принимать активное участие в делах Общества Друзей и застала изменения, происходившие в 1690-х годах после частичной легализации квакерского движения. Тогда М. Фелл было уже около восьмидесяти лет. В последние годы жизни она упорно сопротивлялась попыткам своих ланкаширских собратьев по вере установить традицию квакерских стандартов поведения (например, в вопросах одежды).
Умерла в возрасте 88 лет.